# Latifa Nabizada
Latifa Nabizada est une pilote d'hélicoptère dans l'armée de l'air afghane. Elle est l'une des deux premières femmes pilotes à servir en Afghanistan à être qualifiées pour piloter un hélicoptère Mi-17. En 2013, elle est colonel dans la nouvelle armée de l'air afghane. La propre carrière de Nabizada dans l'armée afghane inspire d'autres femmes à s'enrôler.

## Biographie

### Jeunesse et carrière
Latifa Nabizada grandit dans un quartier de la classe moyenne dans les années 1970, son père a passé six ans en prison après avoir été accusé d'être membre des moudjahidines. Elle est ethniquement ouzbek, et "profondément religieuse", suivant l'Islam. Elle et sa sœur, Laliuma Nabizada veulent toutes deux devenir pilotes après avoir terminé leurs études et postulent à l'école militaire afghane dans l'armée de l'air afghane. Elles sont refusées à plusieurs reprises pour des "raisons médicales", mais sont finalement admises en 1989 lorsqu'un médecin civil les certifie. Les deux sœurs doivent confectionner leurs propres uniformes, car il n'y avait pas d'uniformes féminins prêts à l'emploi dans l'armée. En 1991, elle et sa sœur sont diplômées de l'école de pilotage d'hélicoptère. Latifa et sa sœur commencent toutes deux à effectuer des missions de transport pendant la guerre civile afghane. Au cours des missions, elle et sa sœur volent souvent ensemble, bien que d'autres missions se fassent en solo. Au cours de ces missions elles doivent éviter les missiles Stinger utilisés par les Moudjahidines, la plus grande menace à l'époque pour les appareils militaires soviétiques et afghans. Après la chute du régime communiste en 1992, le nouveau gouvernement moudjahidin garde les sœurs Nabizada à son service en tant que pilotes.

### Ère des talibans et l'exil
En 1996, lorsque les talibans s'emparent de Kaboul, les sœurs déménagent à Mazâr-e Charîf dans un endroit sûr trouvé par le général Abdul Rachid Dostom. Leur cachette à Mazâr-e Charîf est trahie par un ancien membre de l'armée de l'air qui fait défection aux côtés des talibans, les sœurs et leur famille fuient au Pakistan parce que leur vie est menacée. En 1998, lors de la capture de Mazar-i Sharif, elle et sa sœur volent un hélicoptère avec l'intention de fuir vers l'Ouzbékistan, mais elles rebroussent finalement chemin à cause de leur famille qu'elles ne peuvent pas laisser derrière elles. Au cours de cette période, les talibans recherchent les sœurs, arrêtant et torturant même leurs trois frères, qui n'ont jamais révélé leur emplacement. Elle et sa famille s'installent finalement au Pakistan où ils vivent dans les camps de réfugiés autour de Peshawar jusqu'en 2000, date à laquelle elles décident de retourner en Afghanistan. Après la chute du régime taliban en 2001, la famille Nabizada retourne à Kaboul, où les sœurs offrent leurs services au nouveau gouvernement afghan de Hamid Karzaï et réintègrent le nouveau corps aérien de l'armée nationale afghane en tant que pilotes d'hélicoptère.

### Années post-talibans
En 2004, Latifa se marie dans le cadre d'un mariage arrangé avec un aide-médecin, et sa sœur est également mariée, mais elle continuent à voler après leur mariage. En 2006, les deux sœurs tombent enceintes. Elles effectuent toujours des missions de vol aussi longtemps qu'elles le peuvent pendant leur grossesse. Latifa n'a aucun problème à donner naissance à sa fille, Malalai, mais sa sœur Laliuma décède en couche. Pendant un certain temps, Latifa allaite sa fille et la fille de sa sœur, Mariam, mais quand il est devenu trop difficile de s'occuper de sa nièce, sa grand-mère prend en charge Mariam. Quelques mois plus tard, elle retourne travailler dans l'armée, la première fois sans sa sœur. Parce que son mari travaille et qu'il n'y a pas de garderie ou d'autre famille pour s'occuper de Malalai, Nabizada emmène sa fille avec elle au travail et lors de ses vols en hélicoptère. Malalai n'a que 2 mois lorsqu'elle vole pour la première fois en hélicoptère. Elle et sa fille effectuent plus de 300 missions ensemble en 2011. La plupart de ses missions avec sa fille sont de nature humanitaire. Une fois que sa fille est en âge d'aller à l'école, elle commence à y aller. Nabizada encourage l'armée à fournir des services de garde d'enfants aux femmes qui commencent à s'engager.
En 2013, la famille de Nabizada est menacée de mort par les talibans en raison de son métier, elle est donc transférée à un poste de bureau au ministère afghan de la Défense (en) à Kaboul,.